# Niran
Niran (hebr. נירן) – kibuc położony w samorządzie regionu Bika’at ha-Jarden, w Dystrykcie Judei i Samarii, w Izraelu.
Leży w Dolinie Jordanu, na północ od miasta Jerycho.
Członek Ruchu Kibuców.

## Historia
Osada powstała w 1971 jako wojskowy punkt obserwacyjny, w którym w 1977 osiedlili się cywilni żydowscy osadnicy.
W 1977 roku Niran został zdemilitaryzowany i przekształcony w kibuc. Nazwa kibucu pochodzi od biblijnej nazwy miasta Naaran.

## Zabytki
W okolicy kibucu zostały odkryte ruiny synagogi pochodzącej z VI wieku n.e.. Ruiny synagogi m.in. zachowane fragmenty mozainki oraz judaiki udostępnione są zwiedzającym.. W maju 2012 nieznani sprawcy zniszczyli synagogę malując na niej swastkę i palestyńską flagę.

## Gospodarka
Gospodarka kibucu opiera się na intensywnym rolnictwie.